# Thomas Thorild

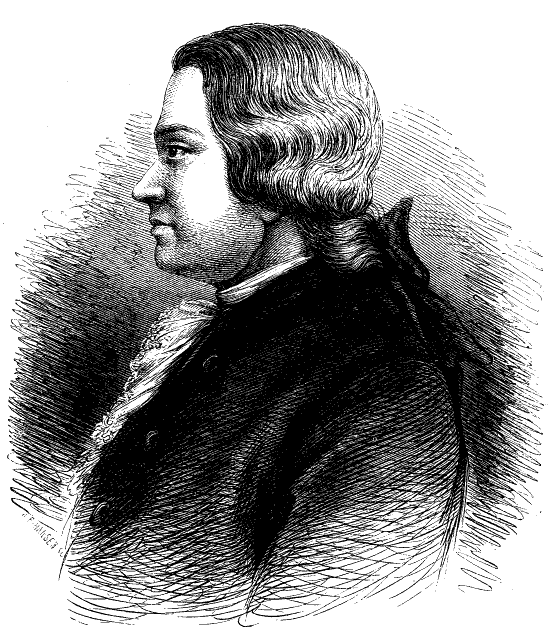
Thomas Thorild

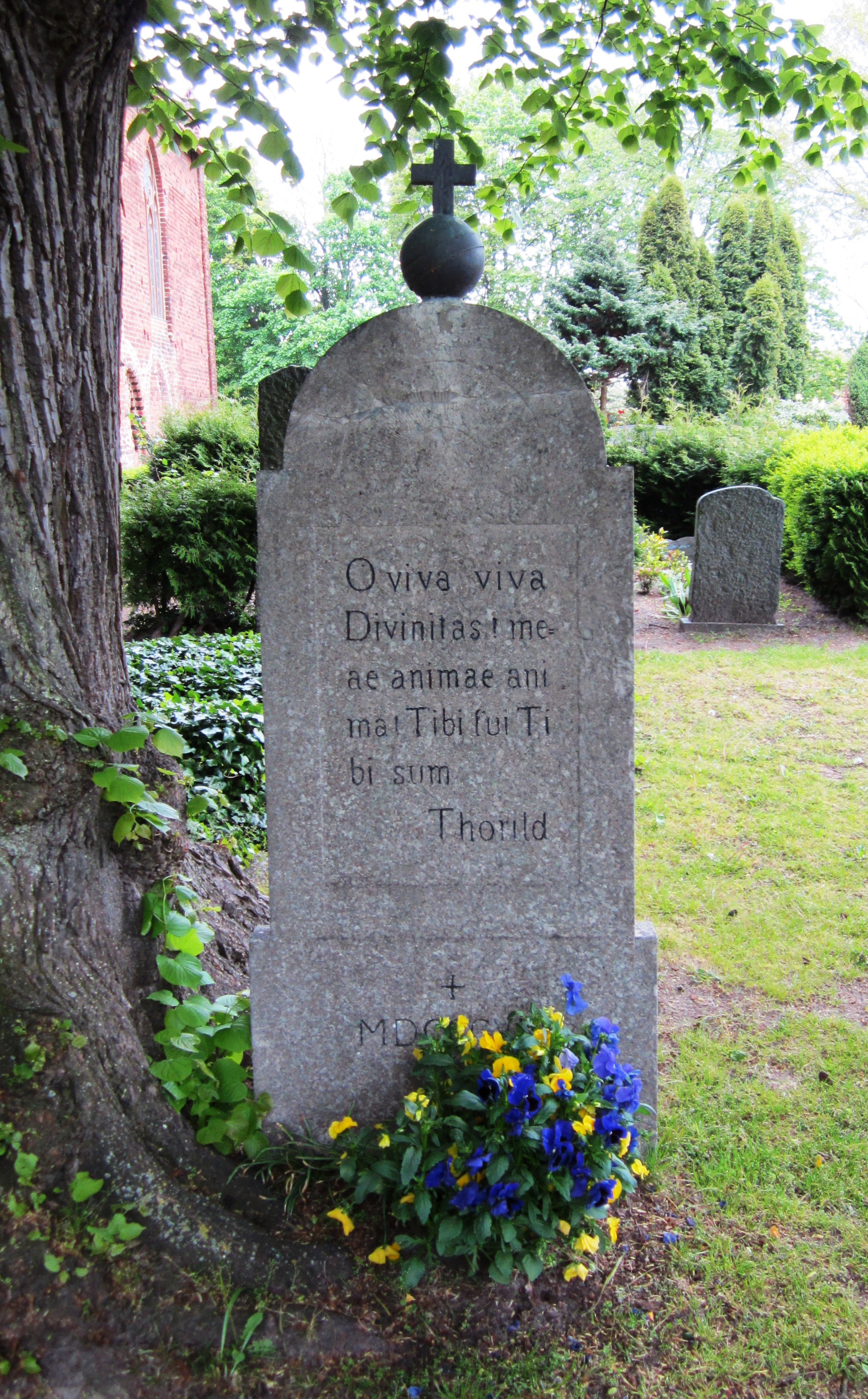
Das Grab von Thomas Thorild in Neuenkirchen bei Greifswald

Thomas Thorild (* 18. April 1759 in Svarteborg, Bohuslän; † 1. Oktober 1808 in Greifswald) war ein schwedischer Dichter, Schriftsteller und Literaturkritiker.

## Leben
Thomas Thorild hieß von Geburt eigentlich Thorén und änderte seinen Nachnamen erst 1785 in Thorild (Altschwedisch für: Thors Flamme). Thorild besuchte das Gymnasium in Göteborg und studierte anschließend Jura in Lund. 1782 zog er nach Stockholm, hielt sich 1787 bis 1788 in Uppsala auf und verbrachte danach einige Zeit in England. Die Verteidigung seiner Dissertation in Uppsala fand unter Anwesenheit des Königs statt und auf Order des Königs opponierten die beiden namhaften Literaten Schröderheim und Leopoldt. Dem Protokoll der Verteidigung nach schlug sich Thorild wacker. Nachdem er in England im Gefängnis geendet hatte, kehrte er nach Schweden zurück. Herzog Karl, der nach der Ermordung von König Gustav III. die Vormundschaftsregierung für den noch unmündigen Gustav IV. Adolf anführte, fühlte sich von Thorilds Schriften angegriffen, und so wurde Thorild 1793 des Landes verwiesen. Thorild ging in das damals schwedische Greifswald, wo er nach einiger Zeit eine Stelle als Professor für Literatur und Bibliothekar bekam. Hier heiratete er am 11. September 1797 in St. Nikolai seine Geliebte, Gustava Steglig von Kowsky, die ihn ins Exil begleitet hatte und mit der er in freier Ehe zwei Kinder hatte. Er war 13 Jahre an der Universität Greifswald und ist in Neuenkirchen (bei Greifswald) beerdigt.

## Bedeutung
Thorild war ein Anhänger der Sturm-und-Drang-Literatur und ein Gegner des französisch inspirierten Klassizismus, dessen Hauptvertreter in Schweden Johan Henrik Kellgren und Carl Gustaf af Leopold waren. Thorilds große Vorbilder waren Jean-Jacques Rousseau, Friedrich Gottlieb Klopstock, Ossian und der junge Johann Wolfgang von Goethe. Dies drückte sich dadurch aus, dass Thorild freie Formen und große Leidenschaften bevorzugte und jeden Zwang verschmähte. Sein erstes großes Gedicht war das 1781 erschienene, nicht gereimte, Gedicht Passionerna („Die Leidenschaften“), in welchem er ein pantheistisches Naturgefühl ausdrückte.
Thorild war allerdings weniger als Dichter bekannt, sondern eher als Schriftsteller und Literaturkritiker. Thorild verwickelte sich in heftige, lang andauernde Fehden mit literarischen Gegnern wie zum Beispiel Kellgren, gegen den er 1784 einen Straffsång (Strafgesang) richtete.
Thorild engagierte sich auch politisch, kämpfte für Freiheit und großangelegte Gesellschaftsreformen und begrüßte die französische Revolution, von deren Exzessen er sich allerdings 1794 distanzierte. Er sagte selber über sein Anliegen: Att förklara hela naturen och att vilja omskapa hela världen („Die ganze Natur zu erklären und die ganze Welt zu verändern“).

## Werke
- Samlade skrifter. Blom, Lund 1975–1990 (12 Bde.)